# Rahotep II (chaty)
| G40 | N5 · Z1 | Htp · t · p |

| G40 | N5 · Z1 | Htp · t · p |

Rahotep II fue chaty del Antiguo Egipto durante los últimos años del reinado de Ramsés II, faraón de la dinastía XIX.

## Familia
Rahotep era hijo del Sumo sacerdote de Ptah Pahemnetjer y de su esposa Huneroy, y tenía un hermano mayor llamado Didia quien también fue Sumo sacerdote de Ptah. En el Museo Británico se conserva una estatua sedente que representa al chaty Rahotep, y en ella son mencionados su hijo Mery, jefe de la Casa de la Vida, su esposa Huneroy, jefa de la Casa Jeneret de Herishef y su suegra Buia, llamada también Jat'nesu. Su esposa Huneroy era hija de Minmose, sumo sacerdote de Onuris.

## Biografía
Pahemnetjer se convirtió en Sumo sacerdote de Ptah el año 20 de Ramsés II (circa 1259 a. C). Rahotep era aún muy joven en ese momento. Parece ser que el año 35 (aprox. 1244 a. C), después de estar en el poder durante 15 años, Pahemnetjer murió o al menos dejó el cargo de sumo sacerdote, posición a la que fue promovido el hermano mayor de Rahotep, Didia. En el año 45 (aprox. 1233 a. C) Didia ya no es el Sumo sacerdote de Ptah, pero no es nombrado Rahotep, sino que es Jaemuaset, el hijo de Ramsés II, quien asume ese cargo en Memfis. Alrededor de 5 años más tarde Rahotep es nombrado chaty del Bajo Egipto; al mismo tiempo Neferrenpet es chaty del Alto Egipto y estos dos hombres asumen la dirección de la administración civil de Egipto.
En el año 55 muere Jaemuaset, y siguiendo los pasos de su padre y hermano mayor, Rahotep se convierte en Sumo sacerdote de Ptah en Memfis, y también asume el cargo de Sumo sacerdote de Ra en Heliópolis, posición que alcanza tras la muerte del príncipe Meryatum, el hijo de Ramsés y Nefertari, que había mantenido el cargo durante casi 20 años. Rahotep ocupó los cargos de chaty y sumo sacerdote de Ptah y Ra hasta el final del reinado de Ramsés II, con lo que servirá como chaty al menos 17 años y como sumo Sacerdote durante 12 años.

## Identidad
Todavía no hay acuerdo entre los egiptólogos sobre si hubo uno o dos chatys con el nombre de Rahotep. De hecho, algunos expertos toman a Rahotep y Rahotep II como una sola persona, otros como dos. Cuando Flinders Petrie excavó la tumba de Rahotep en Sedment encontró dos sarcófagos en la cámara funeraria, y distinguió entre Prehotep y Rahotep. Sin embargo, el segundo sarcófago (bastante mal conservado) era el de la esposa del chaty, llamada Huneroy (Heli). Wolfgang Helck vio dos chatys con nombres ligeramente diferentes, pero Cerny, en una revisión del libro de Helck llama la atención sobre un escriba de Deir el-Medina con el mismo nombre que aparece unas veces como Prehotep y otras como Rahotep, y llegó a la conclusión de que sólo hay un chaty con el nombre de Prehotep y la variación de Rahotep. Herman De Meulenaere vio una razón de peso para admitir a dos personas diferentes en los vasos canopos de Rahotep: de hecho hay cinco vasos canopos con su nombre y títulos, cuando lo habitual era que solo hubiese cuatro. Se ha argumentado que el quinto proviene de un cenotafio del chaty. En apoyo de la existencia de un único Rahotep se alega el hecho de que haya una única tumba, y que los objetos hallados (cerca de 45) parecen corresponder a una sola persona.

## Testimonios de su época
- Estela de Qantir.
- Gran estela de granito, ahora en el Museo de El Cairo (JDE 48845.)
- Una estatua naophorous en Saqqara.[nota 2]
- Una estela en Memfis, ahora en el British Museum (BM 183).
- La tumba en Sedment, que tiene una estatua del chaty con su esposa, el sarcófago, una estela (JDE Cairo 47001), una mesa de ofrendas (Museo de Filadelfia inv. 15413), una columna, varias escenas grabadas y fragmentos de vasos canopos.
- Una estela en Abidos.
- Una estatua cúbica en Abidos.
- Un vaso votivo del Sumo sacerdote de Onuris, Minmose, en Abydos.
- Varias estatuas de origen desconocido.[1]

### Citas
1. 1 2 3  Kitchen, K. A. (1996). Rammeside Inscriptions, Translated & Annotated, Translations III. Ed. Blackwell.
2. 1 2  Kitchen, K. A. (1982). Pharaoh Triumphant: the life and times of Ramesses II. Aris & Philllips Ltd.
3. ↑  J. Cerny (1962): en Bibliothec Orientalis nº 19, pág. 142.
4. ↑  Hay una discusión más reciente y completa: Christine Raedler (2004): Die Wesire Ramses'II.-Netzwerke der Macht, en Das ägyptische Königtum im Spannungsfeld zwischen Innen- und Außenpolitik im 2. Jahrtausend v. Chr. Ed. por Rolf Gundlach y Andrea Klug. ISBN 3-447-05055-1. pp. 354-375, especialmente 354-355.